# Pro Ötztaler 5500
Der Pro Ötztaler 5500 war ein internationales Straßenradrennen, das 2017 als Eintagesrennen mit Start und Ziel im österreichischen Sölden ausgetragen wurde.
Der Wettbewerb wurde vom Veranstalter des Ötztaler Radmarathons organisiert. Ziel war, das Rennen binnen weniger Jahre in den Kalender die UCI WorldTour aufnehmen zu lassen.
Die erste und einzige Austragung fand 2017 zwei Tage vor dem Jedermannrennen statt und war Teil der UCI Europe Tour in UCI-Kategorie 1.1. Die Strecke führte mit insgesamt 5500 Höhenmetern über den Kühtai, den Brennerpass, den Jaufenpass und das Timmelsjoch und war nach Ansicht der Veranstalter das schwierigste Eintagesrennen der Welt.
Zum Jahresende 2017 teilte der Veranstalter mit, dass die Austragung 2018 aufgrund fehlender Fernsehpräsenz und infolge Konflikten im UCI-Kalender ausfallen würde. Seitdem fand keine weitere Austragung statt.

## Rennen 2017

### Strecke
Insgesamt mussten im Jahr 2017 insgesamt 5.500 Höhenmeter verteilt auf vier Alpenpässe bewältigt werden. Als erster Pass von Kilometer 21 bis Kilometer 38 musste der Kühtaisattel (2.020 Meter hoch/17,7 km lang/6,8 % steil im Durchschnitt/max. 18 %) bezwungen werden. Anschließend folgten zwischen Kilometer 76 und Kilometer 110 der Brennerpass (1.377 Meter hoch/34,6 km lang/3 % steil im Durchschnitt/max. 12 %) und der Jaufenpass zwischen Kilometer 129 (2.090 Meter hoch/14,9 km lang/7,9 % steil im Durchschnitt/max. 12 %) und Kilometer 144. Als letzter Pass ging es hinauf zum Timmelsjoch (2.509 Meter hoch/28,9 km lang/6,1 % steil im Durchschnitt/max. 14 %) zwischen Kilometer 164 und Kilometer 193. Es folgte eine Abfahrt und ein kurzes Flachstück nach Sölden, wo sich Start und Ziel befanden.

### Teilnehmende Mannschaften
| WorldTeams (3)- Bora-Hansgrohe - Orica-Scott - Katusha-Alpecin Professional Continental Teams (7)- Bardiani CSF - CCC Sprandi Polkowice - Wilier Triestina-Selle Italia - Israel Cycling Academy - Gazprom-RusVelo - Nippo-Vini Fantini - Androni Giocattoli Continental Teams (12)- Kolss - Felbermayr Simplon Wels - Amplatz-BMC - Hrinkow Advarics Cycleang - Amore & Vita-Selle SMP-Fondriest - Vorarlberg - Sangemini-MG.Kvis - WSA-Greenlife - GM Europa Ovini - Tirol - Unieuro Trevigiani-Hemus 1896 - Roth-Akros Nationalmannschaft- Österreich |
| |

### Rennverlauf
Kurz nach dem Start setzten sich sechs Fahrer um Roger Kluge (Orica-Scott) ab. Sie wurden hinauf zum Kühtaisattel wieder gestellt. Im Kühtaisattel bildete sich eine neue Spitzengruppe mit acht Mann um Ruben Plaza (Orica). Die Bergwertung am Kühtaisattel gewann Daniel Lehner (Team Felbermayr Simplon Wels). Maximal hatten die Ausreißer 5:30 Minuten Vorsprung. Auf dem Weg zum Brennerpass setzten sich Plaza und Lehner ab und Lehner sicherte sich die Bergwertung am Brennerpass. Plaza setzte sich im Jaufenpass von Lehner ab und war dort als Erster oben. In der Abfahrt fuhr Roland Thalmann (Team Roth) zu Plaza auf.
Zum Timmelsjoch hinauf wurden die beiden als letzte Ausreißer eingeholt und es waren etwa 30 Mann an der Spitze. Es wurde ein Ausscheidungsrennen hinauf zum Timmelsjoch. Als nur noch Roman Kreuziger (Orica) und Simon Špilak (Team Katusha Alpecin) an der Spitze waren, konnte Spilak Kreuziger nicht mehr folgen. Kreuziger fuhr als Solist weiter und gewann in Sölden das Rennen. Mit 43 Sekunden Rückstand folgte Spilak. Dritter wurde der Italiener Giulio Ciccone (Bardiani-CSF), der über 1:30 Minuten Rückstand hatte.

### Ergebnis
| \| Gesamtwertung \| Gesamtwertung \| Gesamtwertung \| Gesamtwertung \| Gesamtwertung \| \| Fahrer \| Fahrer \| Land \| Team \| Zeit \| \| ------------- \| ---------------- \| ------------- \| -------------------------------- \| --------------- \| \| 1. \| Roman Kreuziger \| Tschechien \| Orica-Scott \| 6 h 37 min 34 s \| \| 2. \| Simon Špilak \| Slowenien \| Katusha-Alpecin \| + 43 s \| \| 3. \| Giulio Ciccone \| Italien \| Bardiani CSF \| + 1 min 33 s \| \| 4. \| Robert Power \| Australien \| Orica-Scott \| + 1 min 36 s \| \| 5. \| Riccardo Zoidl \| Österreich \| Felbermayr Simplon Wels \| + 3 min 36 s \| \| 6. \| Jan Hirt \| Tschechien \| CCC Sprandi Polkowice \| + 3 min 36 s \| \| 7. \| Pierpaolo Ficara \| Italien \| Amore & Vita-Selle SMP-Fondriest \| + 3 min 36 s \| \| 8. \| Ivan Santaromita \| Italien \| Nippo-Vini Fantini \| + 7 min 00 s \| \| 9. \| Damien Howson \| Australien \| Orica-Scott \| + 7 min 00 s \| \| 10. \| José Manuel Díaz \| Spanien \| Israel Cycling Academy \| + 7 min 00 s \| |                  |            |                                  |                 |
| |                  |            |                                  |                 |
| Quelle: ProCyclingStats |                  |            |                                  |                 |
| Gesamtwertung |                  |            |                                  |                 |
| Fahrer | Fahrer           | Land       | Team                             | Zeit            |
| 1. | Roman Kreuziger  | Tschechien | Orica-Scott                      | 6 h 37 min 34 s |
| 2. | Simon Špilak     | Slowenien  | Katusha-Alpecin                  | + 43 s          |
| 3. | Giulio Ciccone   | Italien    | Bardiani CSF                     | + 1 min 33 s    |
| 4. | Robert Power     | Australien | Orica-Scott                      | + 1 min 36 s    |
| 5. | Riccardo Zoidl   | Österreich | Felbermayr Simplon Wels          | + 3 min 36 s    |
| 6. | Jan Hirt         | Tschechien | CCC Sprandi Polkowice            | + 3 min 36 s    |
| 7. | Pierpaolo Ficara | Italien    | Amore & Vita-Selle SMP-Fondriest | + 3 min 36 s    |
| 8. | Ivan Santaromita | Italien    | Nippo-Vini Fantini               | + 7 min 00 s    |
| 9. | Damien Howson    | Australien | Orica-Scott                      | + 7 min 00 s    |
| 10. | José Manuel Díaz | Spanien    | Israel Cycling Academy           | + 7 min 00 s    |